# Nagórnik (Basse-Silésie)
Pour les articles homonymes, voir Nagórnik.
Nagórnik est une localité polonaise de la gmina de Marciszów, située dans le powiat de Kamienna Góra en voïvodie de Basse-Silésie.